# Римски бунар на Калемегдану
Римски бунар на Калемегдану је тврђавска инсталација или тврђавски гарнизони (јавни) бунар уског профила и велике дубине (51 метар), укопан у стеновито тло испод платоа Горњег града, древне Београдске тврђаве, са зиданом степенишном траком на две мимоилазне хеликоидне траке.
Погрешно је од народа тако назван, јер је грађен у 18. веку, и био је централни објекат за  водоснабдевање аустријске војске у случају опсаде Београдске тврђаве. Он није био класични бунар већ цистерна, јер у његовој близини није пронађен ниједан извор. Већ се површинска вода са платоа Горњег града сливала кроз пропусно тло и пунила бунар.
Као један од шест подземних објеката који је за посете туриста отворен  на Београдској тврђави, он проширује садржаје који се посетиоцима нуде на Калемегдану и свеукупно обогаћује туристичку понуду Београда.

## Положај
Налази се на Калемегдану уз југозападни бедем Горњег града, у непосредној близини споменика Победник и Краљ капије. На плановима тврђаве тог времена ово здање означено је као Велики бунар. Назив Римски бунар први пут је забележен у 19. веку, а настао је на основу народних предања која старе грађевине, чије је порекло заборављено, често приписују Римљанима. Кроз засведени ходник долази се до централног простора са бунаром пречника 3,40 м и дубине око 51 m (дно бунара је ниже од дна реке Саве). Низ два спирална степеништа, од којих је једно служило за спуштање, а друго за пењање људи и стоке, силази се у бунар до дубине од 35,30 m, где се налази полукружни ходник.

## Степен заштите
Према речима археолога Реље Сератлића из ЈП „Београдска тврђава“, Римски бунар на Калемегдану проглашен је за културно добро од изузетног значаја за Републику Србију, баш као што исти степен заштите ужива и комплетна Тврђава на Калемегдану.

## Назив бунара и легенде о њему
Ако неки део Београда има бројне легенде, и тајне које до данас љубоморно чува, онда у том смислу предњачи Калемегдан, на коме је једна од највећа мистерија — Римски бунар, који заправо у правом смислу те речи и није бунар, јер тај назив подразумева постојање издана, а он га није имао.
На плановима Београдске тврђаве из 18. века ово здање означено је као „Велики бунар”. Назив „Римски бунар” први пут је забележен у 19. веку, а настао је на основу народних предања која старе грађевине, чије је порекло заборављено, често приписују Римљанима.
Иако су бунар изградили Аустријанци у периоду од 1717. до 1731. године, што су доказали српски археолози и историчари, народ је склонији веровању у нешто мистичније приче, и назвао га је „Римски бунар”, а тај назив су касније сви у Београду прихватили и до данашњих дана га користе.
Претпоставке о пореклу бунара
Једно од мишљења које се у народу уврежило било је веровање да је то место одакле је митски јунак Орфеј силазио у подземни свет, односно Хад, па су га чак неки зато називали и „пупак света”.
По другој претпоставци, назван је тако јер су га саградиле Флавијеве римске легије за које се зна да су заиста градиле београдске аквадукте и купатила – па отуд долази придев „римски“.
Како у животопису деспота Стефана Лазаревића постоји опис Београдске тврђаве и самог града у коме је поменут и један велики бунар, неки претпостављају (мада то није до данас доказано) да је Аустрија заправо само преуредила већ постојећи објекат сличне намене на овом простору.
Неке приче везане за бунар и надаље, а највероватније и заувек остаће неразјашњене, и велика мистерија, због немогућности да се истражи до краја све што се крије испод зидина Београдске тврђаве. Међу њима и једна никад доказана претпоставка о постојању тунела испод реке Саве који спаја бунар на Калемегдану са Земуном. Наиме на дну бунара постоји почетак једног незавршеног ходника који је прокопан кроз стену у дужини од око два метра према реци Сави, па је тако ова легенда само делимично тачна.

## Историја
Аустријанци освајају Београдску тврђаву 1688. године и почињу са опсежном обновом и прерадом из средњовековног у артиљеријско утврђење. Посао је поверен Андреју Корнару који га је већином привео крају 1696. године под Османлијама које су у међувремену повратиле град. Том приликом је током бомбардовања погођен барутни магацин смештен у Деспотовом Граду што је изазвало велику експлозију у којој је страдао готово цео Деспотов Град. Међутим Корнарова решења су већ тада била застарела, а због сталних борби никада нису ни у потпуности завршена.
Аустријанци поново заузимају 1717. године Београд и у периоду од 1723. до 1736. године Швајцарац Никола Морес фон Доксат изводи велике преправке и дограђивања тврђаве у склопу којих је планирано и подизање додатних утврђења на левим обалама Саве и Дунава која би била повезана са самим утврђењем. Међутим тврђава је Београдским миром из 1739. године без борбе враћена Османлијама, а Аустријанци су били приморани да поруше новоизграђене бедеме у року од три (бастиона траса око вароши) односно шест (утврђења у склопу тврђаве) месеци. По окончању тих радова град је у таквом стању у јуну 1740. године предат Османлијама. Због потребе очувања својих северних граница Османска империја је морала да обнови и додатно утврди Београдску тврђаву, али је услед лошег финансијског стања у самом царству та обнова трајала преко две деценије и није дала ништа ново, већ је представљала поједностављену обнову тада већ застарелих Доксатових решења.
Београдска тврђава октобра 1789. године поново је пала у аустријске руке. У том периоду настаје колосални подземни објекат издубљен у стени дунавске падине Радови су изведени у склопу целокупне и обимне аустријске реконструкције Београдске тврђаве по замисли принца Еугена и пројектној документацији мајора Франца Николе Сулија, једног од главних инжењера ангажованих на реконструкцији Београдске тврђаве. Градња је трајала, од 1717. до 1731. године, због наметнуте потребе да се што пре у Београдској тврђави створе услови за безбедно и континуирано водоснабдевање у свим условима.
Тако је бунар настао као грађевински подухват Аустрије, сличан малобројним бунарима који се могу видети у неким средњовековним тврђавама Европе. Настао је ко стратешки задатак аустријских војсковођа да се обезбеди снабдевање војника водом у случају да непријатељ, приликом опсаде Београда, пресече водовод.
Иако су својевремено Римљани спровели воду у Београд оловним и керамичким цевима чак из мокролушких извора до Калемегдана, сигурно је да су у неком тренутку покушали и да ископају бунар, с обзиром на то да су били познати стратези и неимари, можда је на том простору био бунар, али овај садашњи засигурно се зна да нису изградили Римљани. Према наводима историчари, како је једно време бунар служио и као силос за жито (о чему је писао Евлија Челебија 1660. године), па чак и као тамница, јер није имао природни доток подземних вода пошто је укопан у непропусну стену, није искључено да су и Османлије на овом месту имале бунар.

## Грађевинске карактеристике
Римски бунар, који је ради поређења висок као Палата „Албанија“, дуго највиша зграда у Београду, је архитектонски гледано подухват попут оног који је примењен код Вавилонске куле, јер је насађен наглавачке. Бунар је настао по замисли архитекте Балтазара Нојмана, који је пројектовао Карлову капију. Направљен је по узору на бунар Светог Патрика у утврђењу Орвијето 70 km од Рима у Италији, и потиче из 1537. године.
Током копања бунара Аустријанци нису успели да дођу до водоносног слоја. покушали су да копају тунел према Сави и споје га са њом али након два метра копања кроз тврду стену одустали су од те намере.
У њега се улази кроз засведени ходник, који се после неколико метара дели на мању леву просторију где се налазе три полукружне нише за светиљка и десну у којој се складиштила вода донета из бунара. Ту су и три отвора у којима су биле чесме. Потом се долази до централног простора са бунарским отвором прекривеним заштитном челичном мрежом.
Бунар добија мало светлости са платоа Горњег града кроз улазна врата и два прозора са металним решеткама, које даје црвенкасту боју ходнику са полуокружим барокним сводом озиданим опеком. Ваздух је свеж, са примесом мемле, и поред отвора за вентилацију, која се, осим на врховима зидова, налазе и на огромној куполи изнад отвора бунара, осветљеног вештачким светлом.
Његова дубина од преко 51 метар (према последњим мерењима) указује и на то да он досеже дубину нижу од нивоа дна реке Саве. Пречник бунара је 3,40 метра до дубине од 35,30 m, где се сужава на пречник од 2 метра, полукружним ходником. Али то је тек горњи ниво воде која се, не рачунају и вишегодишње наслаге муља испуњава наредних 15,70 m бунара. Површина воде је нестварно бистра до неколико метара у дубину.
Претпоставља се да постоји доток подземних вода системом сифона, простора у које се вода скрива и из којих извире због разлике у притиску. Стручњаци кажу да је тешко објаснити зашто ниво воде расте у време кад нема падавина и док водостај Саве опада.
До дна бунара води 212 степеника. Два спирална ходника, са двоструким степеништем (попут молекула ДНК), обавијена су и уплетена низ бунарски цилиндар. Једним се спуштало у дубину до дела бунара за снабдевање свежом вода у случају опсаде града, а другим пењало назад за захваћеним судовима воде ка излазу на површину. Након сваких неколико степеника налази се полукружна ниша која је служила за одмор, али и место за бакље.
Историјски извори из 18. века помињу механизам за извлачење воде из бунара — наиме у објашњењу плана уз бунару је уписано „велика употребљава водена машина са више цеви”.
Бунар је детаљно истражен 1940. године.

## Инспирација за филмове и приче
У другој половини 20. века бунар био је инспирација за многе многе редитеље филмова, па су се тако сцена из бунара, нашле у појединим српским филмским остварењима:
- Филму Душана Макавејева „Љубавни случај или трагедија службенице ПТТ”, инспирисаном истинитим догађајем који се трагично завршава управо у овом бунару. У који је љубоморни муж убио супругу, а њено тело бацио у бунар.
- Филму „Лавиринт” из 2002. године, чије су чувене сцене снимљене управо у Римском бунару.

Са евентуалном идејом да у Србији сними филм 1964. године бунар је посетио познати холивудски редитељ Алфред Хичкок, који је изјавио да је бунар оставио посебан утисак на њега. Међутим, у њему није снимио ни један кадар, али је током посете изјавио 
да амбијент представља „праву посластицу” за њега.

## Посете
Римски бунар се може посетити сваког дана (и викендом) од 11.00 до 19.00 часова.